# Грю-Джонс, Элиза

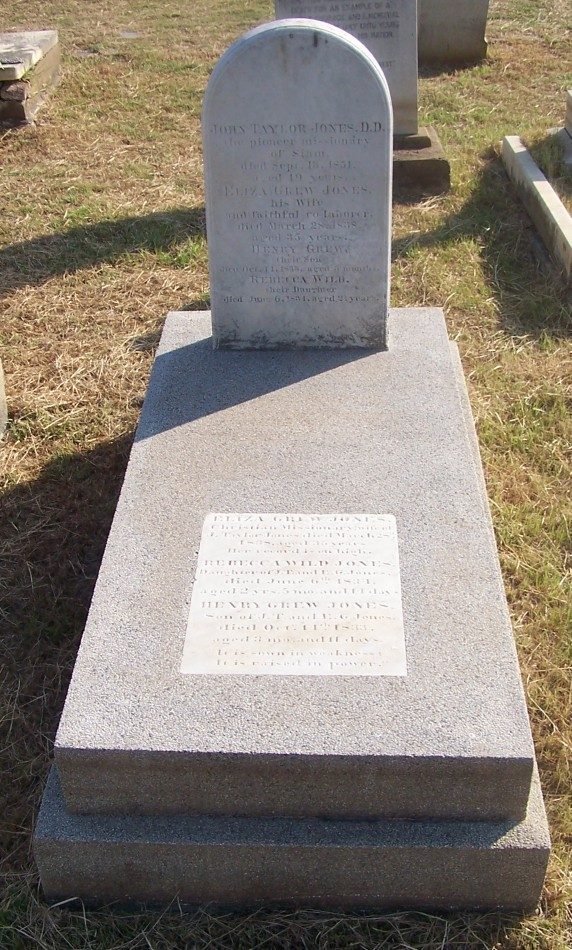
Могила Элизы Грю Джонс на протестантском кладбище Бангкока.

Элиза Грю Джонс (англ. Eliza Grew Jones, 30 марта 1803, Провиденс — 28 марта 1838, Бангкок) — американский баптистский миссионер и лексикограф. Она создала латинизированный шрифт для написания сиамского языка и создала первый сиамско-английский словарь.

## Биография
Элиза Колтман Грю родилась 30 марта 1803 года. Её отец, преподобный Генри Грю, был уроженцем Провиденса, штат Род-Айленд. Предвещая её будущие достижения, учительница начальной школы отметила, что у неё необычные способности к языкам, и она изучает греческий без помощи учителя.
Она вышла замуж за преподобного доктора Джона Тейлора Джонса 14 июля 1830 года. Две недели спустя её муж был рукоположен в Бостоне в Американском баптистском миссионерском союзе, а затем пара была направлена на работу в Бирму. Они прожили там более двух лет, прежде чем их перевели в Сиам.
Первой крупной работой Джонс был сиамско-английский словарь, который она завершила в декабре 1833 года, после того как её перевели в Сиам. Он не был опубликован из-за сложности печати сиамским шрифтом и считался утерянным до тех пор, пока в 2007 году безымянная рукопись в библиотеке Британского музея не была идентифицирована как сохранившаяся копия утерянного словаря Джонс. Позже она также создала латинизированный шрифт для написания сиамского языка. Она написала отрывки из библейской истории на сиамском языке.
В Бирме и Таиланде она родила четверых детей, двое из которых умерли в детстве.
Джонс умерла в Бангкоке от холеры 28 марта 1838 года. Она похоронена на протестантском кладбище Бангкока.